# David Fadairo
David Adeniyi Fadairo (* 7. November 2000) ist ein nigerianischer Fußballspieler.

## Karriere
Fadairo begann seine Karriere bei den Lagos Islanders. Im Februar 2019 wechselte er leihweise in die Slowakei zu FO ŽP ŠPORT Podbrezová. Sein Debüt in der Fortuna liga gab er im März 2019, als er am 22. Spieltag der Saison 2018/19 gegen den MŠK Žilina in der Startelf stand und in der Halbzeitpause durch Samuel Štefánik ersetzt wurde. Bis Saisonende kam er zu zwei Einsätzen in der höchsten slowakischen Spielklasse, aus der er mit Podbrezová jedoch absteigen musste.
Nach dem Ende der Leihe kehrte er zu den Lagos Islanders zurück. Im November 2019 absolvierte er ein erfolgloses Probetraining beim österreichischen Bundesligisten SV Mattersburg.